# Wang Hongni
Wang Hongni (Jinan, 9 maart 1982) is een Chinese triatlete.
Wang Hongni deed in 2004 mee aan de triatlon op de Olympische Zomerspelen van Athene. Ze behaalde een 40e plaats in een tijd van 2:18.40,07. In 2006 schreef ze de triatlon bij de Aziatische Spelen op haar naam.
Bij een dopingcontrole tijdens een trainingsstage op 24 augustus 2007 werd bij Wang Hongni testosteron aangetroffen. De wereldbond schorste haar voor twee jaar. In oktober 2009 is deze schorsing afgelopen.

## Palmares

### triatlon
- 2002: 44e WK olympische afstand
- 2003:  ITU wereldbekerwedstrijd in Hangzhou
- 2003:  ITU wereldbekerwedstrijd in India
- 2004:  Aziatisch kampioenschap triatlon in de Filipijnen
- 2004: 40e Olympische Spelen in Athene
- 2004: 13e ITU wereldbekerwedstrijd in Mexico
- 2004:  ITU wereldbekerwedstrijd in Jiayuguan
- 2006:  Aziatische Spelen